# Dice Game
Albums par Guilty Simpson
The Mission EP
(2012) Highway Robbery
(2013)
Albums par Apollo Brown
Daily Bread
(2011) Trophies
(2012)
Singles
1. Truth Be Told
Sortie : 25 octobre 2012
2. Reputation
Sortie : 7 novembre 2012

Dice Game est un album collaboratif de Guilty Simpson et Apollo Brown, sorti le 6 novembre 2012 en version numérique et le 13 novembre 2012 en version CD.
L'album s'est classé 39e au Top Heatseekers et 201e au Top R&B/Hip-Hop Albums.

## Liste des titres
| No  | Titre                         | Contient un (des) sample(s) de                   | Durée |
| --- | ----------------------------- | ------------------------------------------------ | ----- |
| 1.  | Freezing Dice                 |                                                  | 0:21  |
| 2.  | Reputation                    | Let Your Hair Down d'Yvonne Fair                 | 3:11  |
| 3.  | Let's Play                    | As Long As I've Got You des Charmels             | 3:13  |
| 4.  | One Man                       |                                                  | 3:28  |
| 5.  | I Can Do No Wrong             | "I Can't Take It" de O. V. Wright                | 3:21  |
| 6.  | Potatoes (featuring Torae)    |                                                  | 2:51  |
| 7.  | Change                        |                                                  | 3:14  |
| 8.  | Dear Jane                     |                                                  | 3:17  |
| 9.  | Lose You                      | I Don't Want to Lose You de Carolyn Franklin     | 3:02  |
| 10. | Ink Blotches                  |                                                  | 3:04  |
| 11. | Neverending Story             |                                                  | 3:15  |
| 12. | The Cook Up                   | Waiting for Charlie to Come Home de Marlena Shaw | 3:46  |
| 13. | Truth Be Told                 | Hospital Prelude of Love Theme de Willie Hutch   | 3:26  |
| 14. | Nasty (featuring Planet Asia) |                                                  | 3:44  |
| 15. | Wrong Hand                    | What the World Is Comin to de Dexter Wansel      | 3:18  |
| 16. | How Will I Go                 |                                                  | 3:58  |

| 17. | Parkour        | 2:52 |
| 18. | Duckin' Strays | 1:41 |